# Louis Régis
Louis Régis, né le 21 octobre 1876 à Sétif (Algérie) et mort le 22 janvier 1973 à Antibes (Alpes-Maritimes), est un militant antisémite et médecin français.

## Biographie
Né à Sétif (Algérie française), rue Saint-Augustin, le 21 octobre 1876, Jean-Joseph-Louis Régis, dit Milano, est le fils d’Émilie Guelpa et de l'entrepreneur Jean Régis, dit Milano, (1832-1895), un colon piémontais qui ne sera naturalisé français qu'en 1888. Trois ans après l'un de ses frères aînés, Max, Louis Régis reçoit la nationalité française à sa majorité en application de la loi du 26 juin 1889.
Élève de plusieurs établissements scolaires de la métropole puis étudiant à l'École supérieure de médecine et de pharmacie d'Alger dans la seconde moitié des années 1890, Louis Régis devient externe à l'hôpital civil de Mustapha.

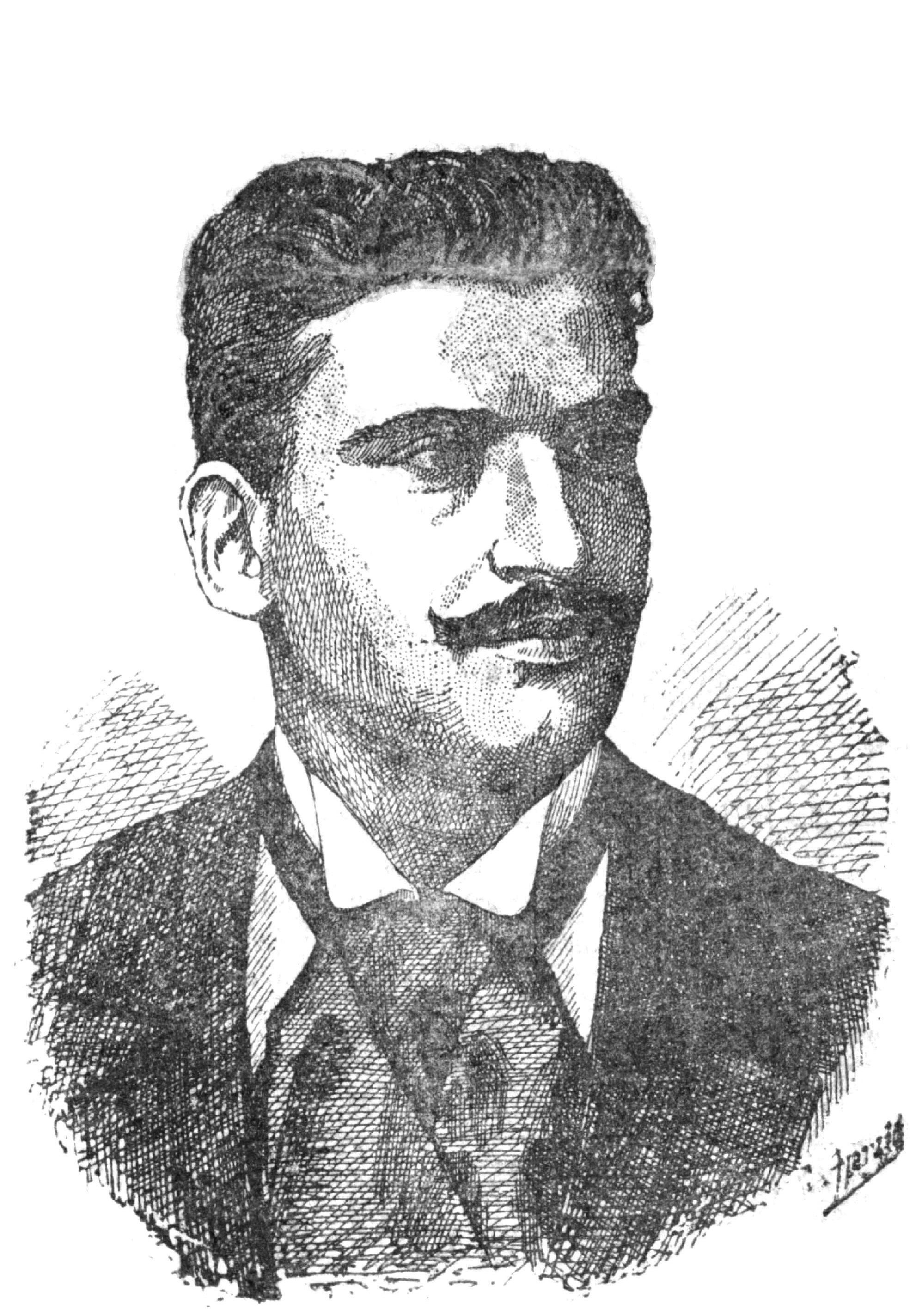
Portrait de Louis Régis par Édouard Herzig (supplément illustré de L'Antijuif algérien, 12 juin 1898).

En février 1897, Max et Louis Régis sont exclus des Écoles supérieures d'Alger pour y avoir mené des manifestations estudiantines contre un jeune professeur juif, Emmanuel Lévy (1871-1944), récemment chargé de cours à l’École supérieure de droit. Max, épaulé par Louis, prend alors la tête de la Ligue antijuive d'Alger et fonde un journal, L'Antijuif algérien, dont son frère devient l'administrateur. En janvier suivant, Louis prend une part active aux graves troubles antisémites dirigés par son frère aîné.
En mai 1898, alors que Max est incarcéré, Louis Régis aide le polémiste antisémite Édouard Drumont à être élu député d'Alger à l'occasion des élections législatives de 1898. Au cours d'un meeting de campagne à Mustapha, il profère des paroles menaçantes à l'encontre de deux procureurs, ce qui lui vaut une peine de trois mois de prison avec sursis pour outrage à magistrat. Quelques jours plus tard, il est également condamné par défaut à un an de prison pour sa participation aux scènes de pillage du mois de janvier précédent. Il obtient cependant son acquittement après avoir fait opposition de ce dernier jugement, les faits n'étant pas suffisamment établis.
Entre les mois de novembre 1898 et octobre 1899, Louis Régis effectue son service militaire dans le 1er régiment de zouaves. Pendant ce temps, Max est élu maire d'Alger mais se fait rapidement révoquer. Une fois libéré, Louis remplace provisoirement son frère à la tête de L'Antijuif algérien et du « parti » antijuif.
L'année suivante, il écope de huit jours de prison pour voie de fait sur un adversaire politique. Il purge cette peine en février 1901. Deux mois plus tard, Louis et son frère sont blessés à l'issue d'une violente bagarre les opposant à leurs ennemis, dont Étienne Laberdesque, à la terrasse de la brasserie Tantonville. En juillet, à Oran, Louis prend part à de nouveaux troubles et se voit condamner à une amende et à trois jours de prison pour tapage injurieux.

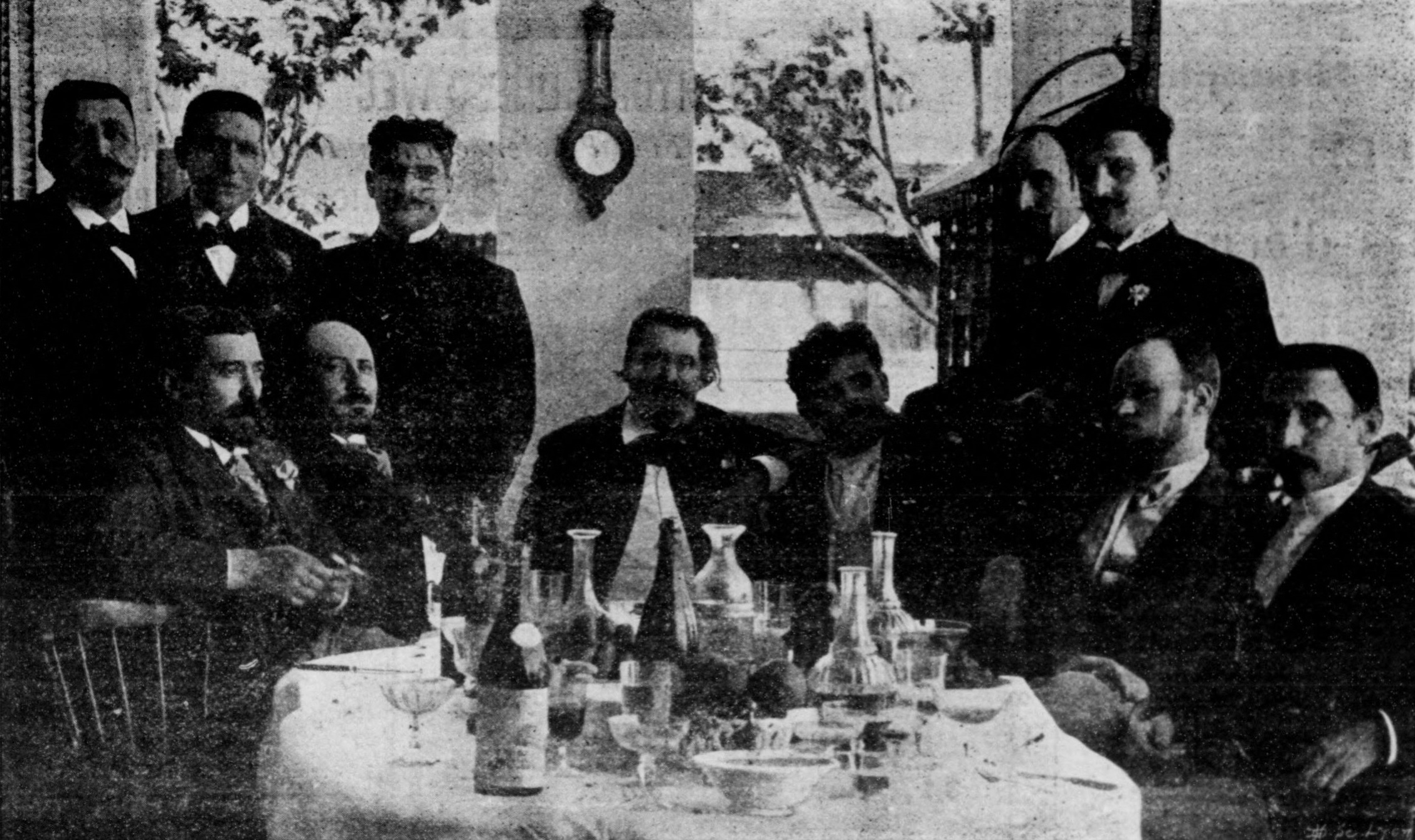
Sur cette photographie prise à Mustapha en mai 1900, Louis Régis est debout à la droite du député Édouard Drumont, assis au centre.

Miné par les dissensions internes dues aux excès de Max Régis, l'antisémitisme algérien connaît un coup d'arrêt aux élections du mois de mai 1902, notamment avec la défaite de Drumont. « Candidat républicain d'union antijuive » au poste de conseiller général que son frère venait d'abandonner dans la 4e circonscription d'Alger, Louis Régis est battu, avec 1306 voix contre 1506, par le républicain André Serpaggi (d).
Délaissant la politique, Louis Régis obtient son doctorat en médecine à Lyon le 27 novembre 1902 après avoir soutenu une thèse intitulée Du Prurit dans la syphilis. Tout d'abord installé au no 5 du boulevard de Denain, à Paris, il s'établit ensuite durablement au no 10 du boulevard Poissonnière.
Le 30 mars 1912, Louis Régis épouse sa nièce, Jane-Émilie-Hyacinthe Audroing-Houssais (1891-19..). L'un des témoins du mariage est le docteur Guillaume Guelpa, oncle maternel de Louis, à qui il a dédié un livre en 1910. Louis Régis et son épouse sont les parents de Marcel-Armand-Jean-Louis Régis (1913-2009) et de Jane-Armande-Flore Régis (1914-2001), qui épouse en 1939 le médecin Georges Govaerts. Jane Govaerts a rédigé une thèse de doctorat en médecine sur Augustin Cabanès, publiée en 1941 (Un Médecin an service de l'histoire, le docteur Augustin Cabanès, Paris, Jouve, 1941, 83 p).
Pendant la Première Guerre mondiale, Louis Régis sert dans plusieurs ambulances militaires avant d'être affecté à l'hospice mixte de Saint-Germain-en-Laye avec le grade de médecin aide major en 1917.
Spécialisé dans la stomatologie, le docteur Louis Régis est nommé chevalier de la Légion d'honneur par un décret présidentiel du 11 avril 1930.
Âgé de 96 ans, Louis Régis meurt le 22 janvier 1973 à la résidence Miramar d'Antibes.

## Distinctions
- Chevalier de la Légion d'honneur